# Арсиноя Македонска
Арсино̀я Македонска (на старогръцки: Ἀρσινόη) е основателка на Птолемеите, македонската владетелска династия на Египет.
Произлиза от Херакъл и Дионисий. Дъщеря е на Мелеагрос и правнучка на Аминта I Македонски, странична линия на македонската царска фамилия на Аргеадите.
Тя се омъжва за македонския благородник и военачалник Лаг (Лагос, Lagos, Λαγός) от Еордея. Арсиноя е майка на Птолемей I Сотер (323 – 283 г. пр. Хр.) и Менелай († след 284 г. пр. Хр.).
Според някои източници Арсиноя е била първо конкубина на македонския цар Филип II и е била бременна от него с Птолемей, когато се омъжила за Лаг (Лагос).